# Dipoena pallisteri
Dipoena pallisteri là một loài nhện trong họ Theridiidae.
Loài này thuộc chi Dipoena. Dipoena pallisteri được Herbert Walter Levi miêu tả năm 1963.